# Mertajärvi, Lappland
Mertajärvi är en sjö i Kiruna kommun i Lappland och ingår i Torneälvens huvudavrinningsområde. Sjön har en area på 0,532 kvadratkilometer och ligger 346 meter över havet. Mertajärvi ligger i Torne och Kalix älvsystem Natura 2000-område. Sjön avvattnas av vattendraget Idijoki (Jierijoki).

## Delavrinningsområde
Mertajärvi ingår i det delavrinningsområde (759965-176308) som SMHI kallar för Utloppet av Mertajärvi. Medelhöjden är 378 meter över havet och ytan är 5,33 kvadratkilometer. Räknas de 24 avrinningsområdena uppströms in blir den ackumulerade arean 390,66 kvadratkilometer. Idijoki (Jierijoki) som avvattnar avrinningsområdet har biflödesordning 3, vilket innebär att vattnet flödar genom totalt 3 vattendrag innan det når havet efter 447 kilometer. Avrinningsområdet består mestadels av skog (78 procent). Avrinningsområdet har 0,64 kvadratkilometer vattenytor vilket ger det en sjöprocent på 12 procent.